# Sean S. Cunningham
Sean S. Cunningham (n. 31 decembrie 1941, New York City, New York, SUA) este un scenarist, producător și regizor de film american. El este cel mai bine cunoscut pentru regia și producția mai multor filme de groază, începând cu anii 1970.

## Filmografie

### Producător
- The Art of Marriage (1970)
- Together (1971)
- The Last House on the Left (1972)
- Case of the Full Moon Murders (1974)
- Here Come the Tigers (1978)
- Manny's Orphans (1978)
- Friday the 13th (1980)
- Spring Break (1983)
- The New Kids (1985)
- Reiselust (1986)
- House (1986)
- House II: The Second Story (1987)
- DeepStar Six (1989)
- The Horror Show (a.k.a. House III: The Horror Show; 1989)
- House IV (1992)
- My Boyfriend's Back (1993)
- Jason Goes to Hell: The Final Friday (1993)
- XCU: Extreme Close Up (2001)
- Jason X (2001)
- Terminal Invasion (2002)
- Freddy vs. Jason (2003)
- Friday the 13th (2009)
- The Last House on the Left (2009)
- The Nurse with the Purple Hair (2017)

### Regizor
- The Art of Marriage (1970)
- Together (1971)
- Case of the Full Moon Murders (1973)
- Here Come the Tigers (1978)
- Manny's Orphans (1978)
- Friday the 13th (1980)
- A Stranger Is Watching (1982)
- Spring Break (1983)
- The New Kids (1985)
- DeepStar Six (1989)
- XCU: Extreme Close Up (2001)
- Terminal Invasion (2002)
- Trapped Ashes (2006)
- The 'Thing' (scurtmetraj - 2015)
- The Nurse with the Purple Hair (2017)
- The Music Teacher (scurtmetraj - 2019)

### Scenarist
- The Art of Marriage (1970)
- Together (1971)
- Reiselust (1986)
- The Music Teacher (scurtmetraj - 2019)